# Gull Island (île du Labrador)
Pour les articles homonymes, voir Gull Island.
Gull Island  est une petite île du Labrador, au Canada, baignant dans le Fleuve Churchill.

## Développement
Le projet du Bas-Churchill compte créer un barrage d'importance dans les environs. Le développement de ce projet de 2 250 MW fait partie d'une entente de principe avec la province de Québec visant une mise en service avant 2035.